# Ceracis obrieni
Ceracis obrieni är en skalbaggsart som beskrevs av Lawrence 1967. Ceracis obrieni ingår i släktet Ceracis och familjen trädsvampborrare. Inga underarter finns listade i Catalogue of Life.